# Party Never Ends
Party Never Ends – trzeci album popowo-dance'owej wokalistki Inny, który miał swoją światową premierę 4 marca 2013 r.

## Lista utworów

### Edycja standardowa
1. "In Your Eyes" - 2:47
2. "We Like To Party" - 3:50
3. "More Than Friends" (gościnnie: Daddy Yankee) - 4:00
4. "Fall In Love/Lie" - 3:56
5. "Shining Star"  - 2:46
6. "Take Me Down To Mexico" - 4:06
7. "Famous" - 3:30
8. "Take It Off" - 3:30
9. "Tonight" - 3:42
10. "J'Adore" - 3:15
11. "Caliente" - 2:53
12. "Crazy Sexy Wild" - 3:00
13. "INNdiA" (gościnnie: Play & Win) - 3:32
14. "Ok" - 3:17
15. "Live Your Life" - 3:10
16. "Party Never Ends" - 3:18

### Edycja deluxe (utwory bonusowe)
1. "Be My Lover" - 3:35
2. "World Of Love" - 3:37
3. "I Like You" - 3:15
4. "Dame Tu Amor" (gościnnie: Reik)  - 3:16
5. "Alright" - 3:30
6. "Tu Si Eu" - 3:06
7. "Light Up" (gościnnie: Reik) - 3:16